# Нова Рудня (Житомирський район)
Нова́ Ру́дня (колишня назва — Ново-П'ятецька Рудня) — село в Україні, у Тетерівській сільській територіальній громаді Житомирського району Житомирської області. Населення становить 219 осіб.

## Історія
У 1906 році — село П'ятківської волості Житомирського повіту Волинської губернії. Відстань від повітового міста 40 верст, від волості 25. Дворів 27, мешканців 244.
Село постраждало внаслідок геноциду українського народу, проведеного урядом СРСР 1932—1933. Села Ново-Пятецька, Фесарка і Рудня були майже знищені комуністами і їх об'еднали в одне село — Нова Рудня. Перед війною у Нову Рудню було переселено жителів хуторів.
У 1923—54 роках — адміністративний центр Новоруднянської сільської ради.

## Географія
Біля села розташована геологічна пам'ятка природи — «Мальовничі скелі».